# Rob Barrett
Rob Barrett (Buffalo, 29 gennaio 1969) è un chitarrista statunitense, membro della band death metal Cannibal Corpse.

## Biografia

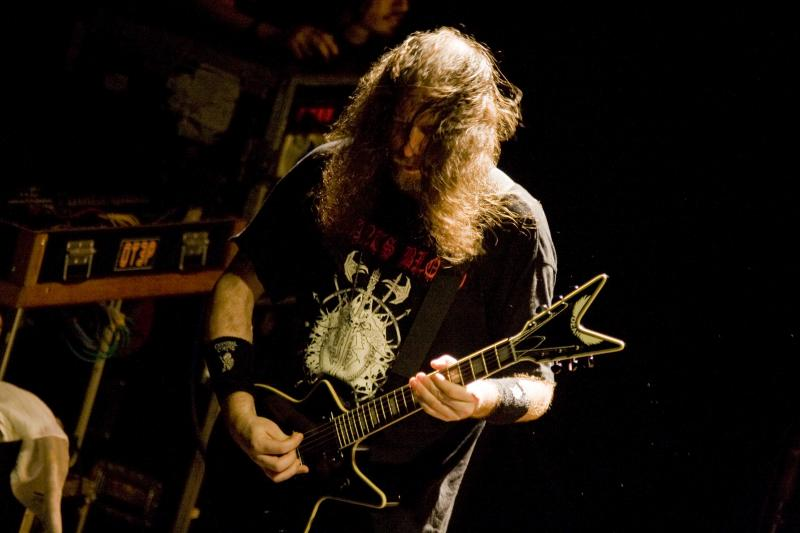
Rob Barrett nel 2010

È entrato nel gruppo nel 1993 fino al 1997, quando lo lasciò, per poi ritornarvi nel 2005. Ha pubblicato con i Cannibal Corpse The Bleeding, Vile, Kill, Evisceration Plague, Torture, A Skeletal Domain e 
Red Before Black.
Ha contribuito nella realizzazione di diverse canzoni tra cui Absolute Hatred, Devoured by Vermin, She Was Asking for It e Stripped, Raped and Strangled. Nel 1992, ha suonato con i Malevolent Creation nell'album Retribution. Nello stesso anno è entrato a far parte dei Cannibal Corpse, poco dopo aver registrato Tomb Of The Mutilated, rimanendo fino al 1996, anno del Monolith Death Tour.

## Progetti esterni
Nell'album omonimo dei Solstice canta e suona la chitarra. 
Ha inoltre scritto due brani per l'album Roadrunner United: Annihilation by the Hands of God e Constitution Down.

## Strumentazione
- Chitarre: Custom Dean Cadillac, Gibson Les Paul, Jackson Dinky, Charvel 750 XL
- Pickups: EMG;
- Testata: Mesa Boogie Dual Rectifier;
- Amplificatore: Crate and Mesa Boogie 4x12" Cabinets, both with Celestion Vintage 30 speakers;
- Pedali/effetti: Boss NS-2 Noise Suppressor, Boss MT-2 Metal Zone, Boss TU-2 Chromatic Tuner;
- Corde: D'Addario 13-62

## Discografia

### Con i Cannibal Corpse
- 1994 – The Bleeding
- 1996 – Vile
- 2004 – Metal Blade Records: 20th Anniversary Party (split con Armored Saint, Lizzy Borden, Vehemence, Cattle Decapitation, Engine)
- 2006 – Kill
- 2009 – Evisceration Plague
- 2011 – Global Evisceration (album dal vivo)
- 2012 – Torture
- 2013 – Torturing and Eviscerating Live (album dal vivo)
- 2014 – A Skeletal Domain
- 2017 – Red Before Black
- 2021 – Violence Unimagined
- 2023 – Chaos Horrific

### Con i Malevolent Creation
- 1992 - Retribution
- 1999 - The Fine Art of Murder
- 2000 - Envenomed
- 2002 - The Will To Kill
- 2004 - Warkult

### Altri
- 1992 - Solstice - Solstice
- 1998 - Hateplow - Everybody Dies
- 2000 - Hateplow - The Only Law Is Survival
- 2001 - Hollenthon - With Vilest Of Worms To Dwell
- 2007 - Unearthed - Imposition Of Faith

### Collaborazioni
- 2005 - Roadrunner United - The All-Star Sessions (chitarra ritmica nei brani "Annihilation By The Hands Of God" e "Constitution Down")
- 2019 - Infernäl Mäjesty - Demon God (chitarra nel brano "S.O.S.")
- 2008 - Pro-Pain - No End In Sight (chitarra nel brano "Phoenix Rising")